# Senta Fe la Granda
Senta Fe la Granda (en francès Sainte-Foy-la-Grande) és un municipi francès situat al departament de la Gironda i a la regió de la Nova Aquitània.

## Demografia
| 1962                                       | 1968  | 1975  | 1982  | 1990  | 1999  | 2007  |
| ------------------------------------------ | ----- | ----- | ----- | ----- | ----- | ----- |
| 3.152                                      | 3.186 | 3.345 | 2.967 | 2.745 | 2.788 | 2.560 |
| Des de 1962: població sense dobles comptes |       |       |       |       |       |       |

## Administració
| Període   | Identitat      | Partit |
| --------- | -------------- | ------ |
| 1974-1989 | Pierre Lart    | PS     |
| 1989-2001 | Michel Maumont | PS     |
| 2001-     | Robert Provain | PS     |

## Agermanaments
- Rotenburg

## Personatges il·lustres
- Élie Faure, historiador de l'art.
- Christian Jourdan, ciclista.
- Élisée Reclus, pensador anarquista.
- Élie Reclus, etnògraf anarquista